# Museo Chiribaya
El Museo Chiribaya es un museo peruano que está situado en el distrito de El Algarrobal, provincia de Ilo, de departamento de Moquegua.
El museo está dedicado principalmente a la cultura Chiribaya.